# Roberto Ferrari (escrime)
Pour les articles homonymes, voir Roberto Ferrari.
Roberto Ferrari (né le 2 août 1923 à Rome et mort le 11 octobre 1996 dans la même ville) est un sabreur et fleurettiste italien.

## Biographie
Roberto Ferrari dispute trois éditions des Jeux olympiques. En 1952 à Helsinki, il est médaillé d'argent olympique de sabre par équipe avec Vincenzo Pinton, Renzo Nostini, Gastone Darè, Mauro Racca et Giorgio Pellini. Il est demi-finaliste de la compétition de sabre par équipe en 1956 à Melbourne. En 1960 à Rome, il est médaillé de bronze olympique de sabre par équipe avec Wladimiro Calarese, Giampaolo Calanchini, Mario Ravagnan et Pierluigi Chicca.
Il est aussi médaillé d'or en sabre par équipes aux Mondiaux de 1950 à Monte-Carlo et médaillé d'or de fleuret par équipes aux Mondiaux de 1954 à Luxembourg.
Il remporte aussi trois médailles d'argent mondiales en sabre par équipes, en 1951 à Stockholm, en  1953 à Bruxelles et en  1955 à Rome, ainsi qu'une médaille d'argent en fleuret par équipes aux Mondiaux de 1953.
Aux Jeux méditerranéens, il remporte l'or en sabre par équipes et le bronze en sabre individuel en 1951, puis l'or en sabre par équipes et l'argent en sabre individuel en 1955.